# Kuprijanow-Inseln
Die Kuprijanow-Inseln (englisch Kupriyanov Islands) sind eine unbewohnte Inselgruppe vor der Südküste der südatlantischen Insel Südgeorgien. Sie liegt vor der Einfahrt zur Diaz Cove. Zur Gruppe gehören Diomedea Island, Lazarev Island und Poncet Island.
Der deutsch-baltische Antarktisforscher Fabian Gottlieb von Bellingshausen benannte 1819 bei der ersten russischen Antarktisexpedition (1819–1821) ein zwischen der Nowosilski-Bucht und dem Kap Disappointment gelegenes Kap als russisch Мыс Куприянова (transkribiert Mys Kuprijanowa). Namensgeber ist Iwan Kuprijanow, ein Offizier des Expeditionsschiffs Mirny bei dieser Forschungsreise. John M. Chaplin (1888–1977), von 1928 bis 1930 Leiter der hydrographischen Vermessungsmannschaft auf Südgeorgien im Rahmen der britischen Discovery Investigations, übersah die übersprüngliche Benennung und gab dem Kap den Namen Johannesen Point nach einem norwegischen Robbenfängerkapitän. Der South Georgia Survey entschied im Zuge von zwischen 1955 und 1956 durchgeführten Vermessungen, dass diese Landmarke zu unbedeutend für eine Benennung ist und übertrug von Bellingshausens Benennung auf die hier beschriebenen Inseln.